# 주더
주더(朱德(중국어: 朱德, 병음: Zhū Dé, 한자음: 주덕), 1886년 12월 11일~1976년 7월 6일)는 중화인민공화국의 군인, 정치인, 중국공산당 지도자로, 공산당 부주석 등을 지내었다. 자(字)는 위제(玉阶，옥계)로 중국 10대 원수 중의 한 사람이다.
그는 차라리 《개국원수》라고 불릴만큼이나 중화인민공화국 정부 수립에 공을 세웠다. 한국 전쟁에도 참전하였으며, 1954년 9월 27일부터 1959년 4월 27일까지 중화인민공화국의 초대 국가부원수를 지냈다.

## 생애
하카계 출신이며, 쓰촨성 출생이다. 백부로부터 지원을 받아 사숙(私熟:조선시대의 향교같은 곳)에서 유교경전을 공부했고, 슈차이(秀材:과거 예비시험, 조선의 생원과 유사)에 합격하였다. 그러나 근대교육을 선망하여 1906년 청두로 가서 청두고등사범학당(현재 쓰촨대학)에서 체육교육을 공부하고 짧은 기간 동안 체육교사로 일했다. 이후 정국의 정세가 심상치 않자, 윈난성의 윈난강무당(군사학교)에 들어가 군사학을 공부하였다. 재학 중 쑨원의 동맹회에 가입했고, 졸업후 이 학교의 교관으로 지내다 1911년 신해혁명이 터지자, 혁명에 참가하였다.
1915년 차이어(蔡锷) 군벌군에 들어가 위안스카이의 제정에 반대하는 "호국전쟁"에 참가하였다. 젊은 나이에 차이어 군벌군의 소장까지 출세했지만, 다른 군벌 지도자와 마찬가지로 아편중독자에 여러 명의 여인을 거느린 호화생활을 즐기고 있었다. 그러나 후견인이었던 차이어가 죽고 농민들의 참혹한 생활을 본 후, 1921년 홀연히 마약을 끊고, 재산도 정리하고, 군벌군을 떠나 상하이로 가서 공산주의를 공부하며 쑨원과 공산당지도자 천두슈를 만났다. 주더는 천두슈에게 공산당 입당을 요청했으나, 천두슈는 주더의 군벌경력을 문제삼아 거절하였다. 이후 1922년 독일의 괴팅겐으로 유학하여 역사와 철학을 공부했다. 1925년 학생소요를 조직했다는 이유로 독일에서 추방되었고, 이때쯤 저우언라이의 지지를 받아 공산당에 가입했다.

## 활동
이후 소련에서 군사학을 공부했고, 1926년 중국으로 돌아와서 제1차 국공합작에 의해 난창의 국민당군을 지휘하였다. 1927년 국공합작이 붕괴되자, 국민당 정부로부터 난창 봉기를 진압하라는 명령을 받지만, 주더는 오히려 부대를 이끌고 이 봉기에 가담하여 국민당군으로부터 쫓기는 신세가 되었다. 봉기 실패이후, 군벌 판스셩의 비호로 자신과 자신의 부대의 안전을 확보하였다.
1928년 마오쩌둥의 징강 산의 공산당 해방구에 1만명의 병력을 이끌고 가담하였다. 주더와 마오는 홍군을 조직하고, 게릴라전으로 토벌군을 격파하며 해방구를 늘리기 시작했다. 홍군은 주더와 마오의 이름을 따서 "주마오 군"이라고 불리기도 했으며, 주더는 신출귀몰하게 군을 지휘하여 축지법을 쓰는 초능력자라는 전설마저 생겨났다. 1930년-1932년 국민당의 4차에 걸친 토벌작전을 분쇄하고 계속 해방구를 늘려 300여만 명의 인구를 갖는 장시 소비에트를 구성하였다. 그러나 1934년 제5차 토벌작전에서 국민당군의 진지전에 말려들어 큰 피해를 입어 해방구를 포기하고, 장정을 개시하였다. 주더는 장정 기간중 장궈타오와 함께 제2, 제4방면군을 지휘하면서 큰 피해를 입었지만, 쓰촨성과 윈난성을 거쳐 1936년 간쑤성에 도달하였다.
1937년 시안사건에 의해 제2차 국공합작이 성립되고, 항일공동전선이 구성되자, 주더는 홍군이 개편된 국민 혁명군 제8로군의 총사령관에 임명되어 각지에서 항일작전을 지휘하였다. 1940년 100여개의 연대를 동원한 "백단대전"을 입안하여, 일본군에게 큰 피해를 입혔으나, 일본군이 이에 대해 "삼광작전"(三光作戰:게릴라 배후가 될 수 있는 민간인 마을에 대해 모두 죽이고,모두 불태우고, 모두 약탈하는 정책)으로 응수하는 계기를 만들기도 하였다.
1945년 일본제국의 패망으로 국민당과 내전이 벌어지자, 팔로군이 이름을 바꾼 인민해방군 총사령관을 맡아 수적으로 훨씬 우세한 국민당군을 격파하고 타이완으로 패주시키는 데 공헌을 하였다.

## 정치
이후 공직으로는 중화인민공화국 국가부주석, 중앙군사위 부주석, 당직으로는 공산당 부주석을 맡았고, 군에서는 원수 계급을 받았다. 1959년 군직에서 물러나고, 1966년 문화대혁명의 광풍속에서 중국공산당의 상무위원직에서 해임되지만, 저우언라이의 도움으로 체포되지는 않았다.

## 사망
1971년 다시 상무위원직에 복귀하였으며, 1976년에 향년 91세를 일기로 베이징에서 사망하였다.
| 전임 (초대) | 제1대 중화인민공화국 부주석 1954년 9월 27일 ~ 1959년 4월 27일 | 후임 쑹칭링 둥비우 (공동) |

| 전임 류사오치 | 중공 공산당 전국인민대표대회 상무위원장 1959년 - 1976년 | 후임 예젠잉 공석 (1976년-1978년) |

| 전임 초대 | 제1대 중화인민공화국 국무원 명예외교고문 1975년 3월 18일 - 1976년 6월 17일 | 후임 예젠잉 |